# لئو بیل
لئو بیل (انگلیسی: Leo Bill؛ زادهٔ ۳۱ اوت ۱۹۸۰) هنرپیشه اهل بریتانیا است.
از فیلم‌ها یا برنامه‌های تلویزیونی که وی در آن نقش داشته است می‌توان به آلیس در سرزمین عجایب، ۲۸ روز بعد، من و اورسن ولز، جین شدن، سقوط، آقای ترنر، آلیس آنسوی آینه و استرایک اشاره کرد.